# Jorge Newbery

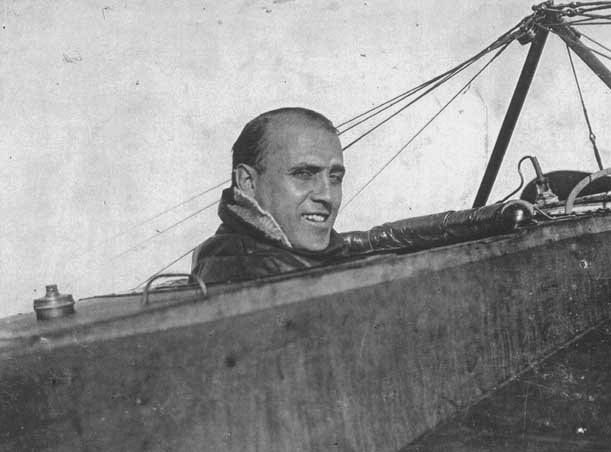
Jorge Newbery in seinem Flugzeug (um 1912/14)

Jorge Newbery (* 27. Mai 1875 in Buenos Aires; † 1. März 1914 bei Mendoza) war ein argentinischer Luftfahrtpionier sowie Ingenieur, Wissenschaftler und Sportler.

## Biographie

### Jugend und Ausbildung
Newbery entstammte der Ehe eines US-amerikanischen Zahnarztes mit einer Argentinierin. Er erwarb mit 15 Jahren seinen Schulabschluss an der schottischen Schule San Andrés de Olivos (Buenos Aires) und studierte anschließend Ingenieurwissenschaften an der Cornell University (New York). 1893, mit 18 Jahren, wechselte er an das Drexel Institute in Philadelphia, wo er unter anderem von Thomas Alva Edison unterrichtet wurde. Im Jahr 1895 schloss er das Studium als Elektroingenieur ab.

### Berufliche Laufbahn
Mit 22 Jahren kehrte Newbery nach Buenos Aires zurück und wurde noch im selben Jahr Geschäftsführer des elektrotechnischen Unternehmens Luz y Tracción del Plata. Zwei Jahre später, 1897, trat er als Ingenieur der argentinischen Marine bei und war unter anderem mit dem Einkauf von elektrotechnischem Material in Europa beauftragt. Im Jahr 1900 verließ er die Marine und wurde von der Stadt Buenos Aires zum Director General de Instalaciones Eléctricas, Mecánicas y Alumbrado (zu Deutsch etwa: Städtischer Direktor für elektrische, mechanische und Beleuchtungseinrichtungen) ernannt, eine Position, die er bis zu seinem Tod bekleidete. 1904 wurde er Professor für Elektrotechnik an der Escuela Industrial de la Nación (später Escuela Técnica Otto Krause) in Buenos Aires. Er trat als Redner auf Kongressen unter anderem in Saint Louis, London und Berlin auf. Zwischen 1906 und 1910 verfasste er mehrere wissenschaftliche Artikel.

### Luftfahrt
Um 1907 machte Newbery die Bekanntschaft des brasilianischen Luftfahrtpioniers Alberto Santos Dumont (1873–1932) und widmete sich fortan selbst der Luftfahrt. Zunächst unternahm er Ballonfahrten und überquerte noch im selben Jahr mit Aarón Ancharena den Río de la Plata im Ballon. Trotz tragischer Rückschläge – sein Bruder starb 1908 bei einem Ballonunfall – setzte Newbery sein Engagement fort und stellte 1909 einen südamerikanischen Distanzrekord (550 km in 13 Stunden) auf. Als der Staatspräsident Roque Sáenz Peña 1910 die erste militärische Flugschule Lateinamerikas gründete, übernahm Newbery die Leitung. Im selben Jahr war er der erste Pilot, der den Río de la Plata mit einem Eindecker an einem Tag per Hin- und Rückflug überquerte. Am 10. Februar 1914 stellte er ebenfalls mit einem Eindecker einen neuen Höhenweltrekord von 6225 Metern auf. Dieser Wert wurde kurz darauf vom Aeroklub von Argentinien auf 6220 m korrigiert. Nach den seinerzeit geltenden Regeln der Fédération Aéronautique Internationale wurde ein neuer Höhenweltrekord jedoch nur anerkannt, wenn der vorherige Bestwert um mindestens 150 m übertroffen wurde. Newbery hatte die zuvor von Georges Legagneux mit einer Nieuport IV erreichte Höhe von 6120 m nur um 100 m (bzw. 125 m auf Basis des zuerst gemeldeten Wertes) verbessert, sodass seine Leistung formal nicht als neuer Weltrekord galt.

### Tod
Newbery starb am 1. März 1914 im Alter von 38 Jahren bei einem Flugunfall bei Los Tamarindos in der Nähe von Mendoza, während er für eine Andenüberquerung trainierte. Es ist überliefert, dass er einer Zuschauerin imponieren wollte und sich dazu den Morane-Saulnier-Eindecker seines Freundes, des Weltrekordfliegers Pablo Teodoro Fels (1891–1969), auslieh. Vor dem Start soll er von seinem Freund gewarnt worden sein, dass der Eindecker schwierig zu fliegen sei. Nach einigen riskanten Flugmanövern verlor Newbery die Kontrolle über die Maschine, stürzte ab und starb.

„Der argentinische Flieger Newbery ist bei dem Versuche, die 7000 Meter hohe Andenkette, die sich zwischen Argentinien und Chile hinzieht, zu überfliegen, abgestürzt und hat den Tod gefunden. Sein Begleiter, der argentinische Leutnant Gimenez Rastro, ist schwer verletzt. Newbery, der Präsident des argentinischen Aeroklubs war, machte in letzter Zeit von sich reden, indem er den Höhenweltrekord Legagneux' von 6150 Meter um 125 Meter drückte; er erreichte am 10. Februar d. J. in Buenos Aires 6275 Meter. Diese Rekordleistung ermutigte ihn, den Flug über die annähernd gleiche Höhe der Andenkette zu wagen.“

## Wirken und Würdigung
Newbery wird als der erste argentinische Volksheld beschrieben, der kein Politiker war. Neben seinen Leistungen in der Luftfahrt war er ein erfolgreicher Sportler: mehrfacher Boxmeister und dreimaliger südamerikanischer Meister im Fechten. Auch soll er ein talentierter Schwimmer, Ruderer und Rennfahrer gewesen sein. Sein Tod rief große Anteilnahme in Argentinien hervor. Newbery wurde zunächst auf dem Friedhof La Recoleta bestattet. 1937 wurde sein Sarg in ein aufwendiges Mausoleum auf dem Friedhof La Chacarita überführt.
Der Aeroparque genannte Stadtflughafen Buenos Aires-Jorge Newbery ist nach ihm benannt, außerdem mindestens vier Schulen und elf Straßen. Ihm wurden zahlreiche Tangos gewidmet. Die Stadt Buenos Aires verleiht jährlich den Premio Jorge Newbery an erfolgreiche Sportler.